# 김칠환
김칠환(1951년 8월 15일~)은 대한민국의 정치인이다. 제15대 국회의원을 지냈다.

## 역대 선거 결과
|  | 49.54% |

|  | 22.04% |

|  | 17.73% |